# Aguas Prietas
Aguas Prietas är en ort i Mexiko.   Den ligger i kommunen Isla och delstaten Veracruz, i den sydöstra delen av landet, 400 km öster om huvudstaden Mexico City. Aguas Prietas ligger 25 meter över havet och antalet invånare är 183.
Terrängen runt Aguas Prietas är platt. Runt Aguas Prietas är det ganska glesbefolkat, med 24 invånare per kvadratkilometer. Närmaste större samhälle är Tesechoacan, 11,7 km norr om Aguas Prietas. Omgivningarna runt Aguas Prietas är en mosaik av jordbruksmark och naturlig växtlighet.